# Futureperfect
Futureperfect è il quarto album in studio del duo britannico futurepop VNV Nation, uscito in Europa il 28 gennaio 2002 e negli Stati Uniti il 5 marzo.

## Il disco
È il primo album del gruppo a fare uso quasi esclusivamente di sintetizzatori software (Virtual Instruments) anziché di hardware.
Il disco contiene diversi pezzi strumentali, ed è noto per contenere due delle canzoni più malinconiche e profonde del duo: Holding on e Beloved.
Genesis e Beloved sono state pubblicate come singoli, usciti rispettivamente il 3 settembre 2001 e il 25 marzo 2002.

## Tracce
1. Foreword
2. Epicentre
3. Electronaut
4. Liebestod
5. Holding On
6. Carbon
7. Genesis
8. Structure
9. Fearless
10. 4 a.m.
11. Beloved
12. Airships